# Rally dell'Adriatico
Il Rally dell'Adriatico è un evento rallystico organizzato dalla PRS GROUP che fa parte del calendario del Campionato Italiano Rally e del Trofeo Rally Terra.

## Storia
La prima edizione si disputò nel 1994 con il nome di "1° Rally del Mobile" e fu vinto dall'equipaggio Guido Novello - Giorgio Manuzzi al volante di una Lancia Delta HF Integrale.

## Albo d'oro
| Stagione | Evento                                     | Pilota              | Auto                             |
| -------- | ------------------------------------------ | ------------------- | -------------------------------- |
| 1994     | 1° Rally del Mobile                        | Guido Novello       | Lancia Delta HF Integrale gr.A   |
| 1995     | 2° Rally del Mobile                        | Giuseppe Grossi     | Toyota Celica GT-Four ST185 gr.A |
| 1996     | 3° Rally del Mobile e dell'Adriatico       | Massimo Ercolani    | Subaru Legacy gr. A              |
| 1997     | 4° Rally dell'Adriatico                    | Giuseppe Grossi     | Toyota Celica GT-Four gr.A       |
| 1998     | 5° Rally dell'Adriatico                    | Michele Gregis      | Subaru Impreza gr. A             |
| 1999     | 6° Rally dell'Adriatico                    | Federico Martelli   | Toyota Corolla WRC               |
| 2000     | 7° Rally dell'Adriatico                    | Gianfranco Cunico   | Subaru Impreza WRC               |
| 2001     | 8° Rally dell'Adriatico                    | Gianfranco Cunico   | Subaru Impreza S5 WRC            |
| 2002     | 9° Rally dell'Adriatico                    | Andrea Navarra      | Subaru Impreza S7 WRC            |
| 2003     | 10° Rally dell'Adriatico                   | Andrea Navarra      | Subaru Impreza S7 WRC            |
| 2004     | 11° Rally dell'Adriatico                   | Andrea Navarra      | Subaru Impreza STi               |
| 2005     | 12° Rally dell'Adriatico                   | Andrea Navarra      | Mitsubishi Lancer Evo VIII       |
| 2006     | 13° Rally dell'Adriatico                   | Piero Longhi        | Subaru Impreza STi               |
| 2007     | 14° Rally dell'Adriatico                   | Emanuele Dati       | Subaru Impreza STi               |
| 2008     | 15° Rally dell'Adriatico                   | Denis Colombini     | Mitsubishi Lancer Evo IX         |
| 2009     | 16° Rally dell'Adriatico                   | Paolo Andreucci     | Peugeot 207 S2000                |
| 2010     | 17° Rally dell'Adriatico                   | Luca Rossetti       | Abarth Grande Punto S2000        |
| 2011     | 18° Rally dell'Adriatico                   | Andrea Navarra      | Mini John Cooper Works WRC       |
| 2012     | 19° Rally dell'Adriatico                   | Paolo Andreucci     | Peugeot 207 S2000                |
| 2013     | 20° Rally dell'Adriatico                   | Umberto Scandola    | Škoda Fabia S2000                |
| 2014     | 21° Rally dell'Adriatico                   | Umberto Scandola    | Škoda Fabia S2000                |
| 2015     | 22° Rally dell'Adriatico                   | Umberto Scandola    | Škoda Fabia S2000                |
| 2016     | 23° Rally dell'Adriatico                   | Umberto Scandola    | Škoda Fabia S2000                |
| 2017     | 24° Rally dell'Adriatico                   | Umberto Scandola    | Škoda Fabia S2000                |
| 2018     | 25° Rally Adriatico                        | Umberto Scandola    | Škoda Fabia R5                   |
| 2019     | 26° Rally Adriatico                        | Stéphane Consani    | Škoda Fabia R5                   |
| 2020     | 27° Rally Adriatico e Balcone delle Marche | Paolo Andreucci     | Citroën C3 R5                    |
| 2021     | 28° Rally Adriatico                        | Umberto Scandola    | Hyundai i20 R5                   |
| 2022     | 29° Rally Adriatico                        | Paolo Andreucci     | Škoda Fabia Rally2 evo           |
| 2023     | 30° Rally Adriatico                        | Nikolay Gryazin     | Škoda Fabia Rally2 evo           |
| 2024     | 31° Rally Adriatico                        | Umberto Scandola    | Škoda Fabia Rally2 evo           |
| 2025     | 32° Rally Adriatico                        | Alberto Battistolli | Škoda Fabia RS Rally2            |